# Autoestrada A13
Die Autoestrada A13 ist eine Autobahn in Portugal. Die Autobahn beginnt in Marateca und endet in Almeirim.

## Größere Städte an der Autobahn
- Marateca
- Almeirim